# Leichtathletik-Europameisterschaften 1938/200 m der Frauen

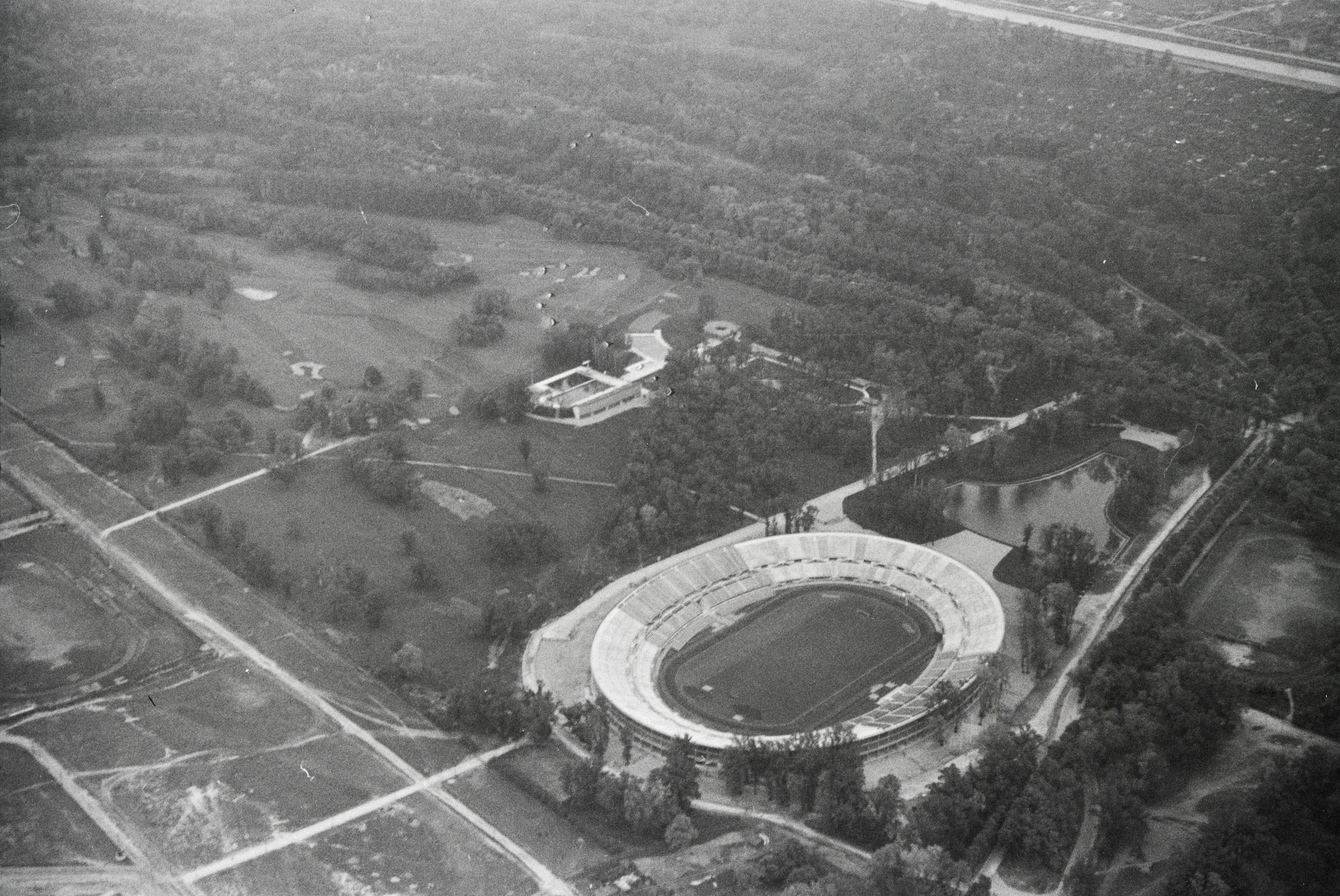
Praterstadion auf einer Luftaufnahme 1932

Der 200-Meter-Lauf der Frauen bei den Leichtathletik-Europameisterschaften 1938 wurde am 18. September 1938 im Wiener Praterstadion ausgetragen.
Europameisterin wurde die Polin Stanisława Walasiewicz. Sie gewann vor der Deutschen Käthe Krauß. Bronze ging an die Niederländerin Fanny Blankers-Koen. Damit gab es bezüglich der Medaillenverteilung dieselbe Reihenfolge wie bereits im 100-Meter-Lauf.

## Rekorde

### Bestehende Rekorde
| Weltrekord           | 23,6 s                                              | Stanisława Walasiewicz                              | Warschau, Polen                                     | 4. August 1935                                      |
| Europarekord         | 23,6 s                                              | Stanisława Walasiewicz                              | Warschau, Polen                                     | 4. August 1935                                      |
| Meisterschaftsrekord | Einen Europameisterschaftsrekord gab es noch nicht. | Einen Europameisterschaftsrekord gab es noch nicht. | Einen Europameisterschaftsrekord gab es noch nicht. | Einen Europameisterschaftsrekord gab es noch nicht. |

### Rekordverbesserungen
Im ersten Rennen wurde ein erster EM-Rekord aufgestellt, der später noch einmal gesteigert wurde. Außerdem gab es zwei Landesrekorde.
- Meisterschaftsrekorde:
  - 24,2 s – Stanisława Walasiewicz (Polen), erster Vorlauf am 18. September
  - 23,8 s – Stanisława Walasiewicz (Polen), Finale am 18. September
- Landesrekorde:
  - 27,0 s – Rózalia Nagy (Ungarn), erster Vorlauf am 18. September
  - 24,4 s – Käthe Krauß (Deutsches Reich), Finale am 18. September

## Vorrunde
18. September 1938
Die Vorrunde wurde in drei Läufen durchgeführt. Die ersten beiden Athletinnen pro Lauf – hellblau unterlegt – qualifizierten sich für das Finale.

### Vorlauf 1

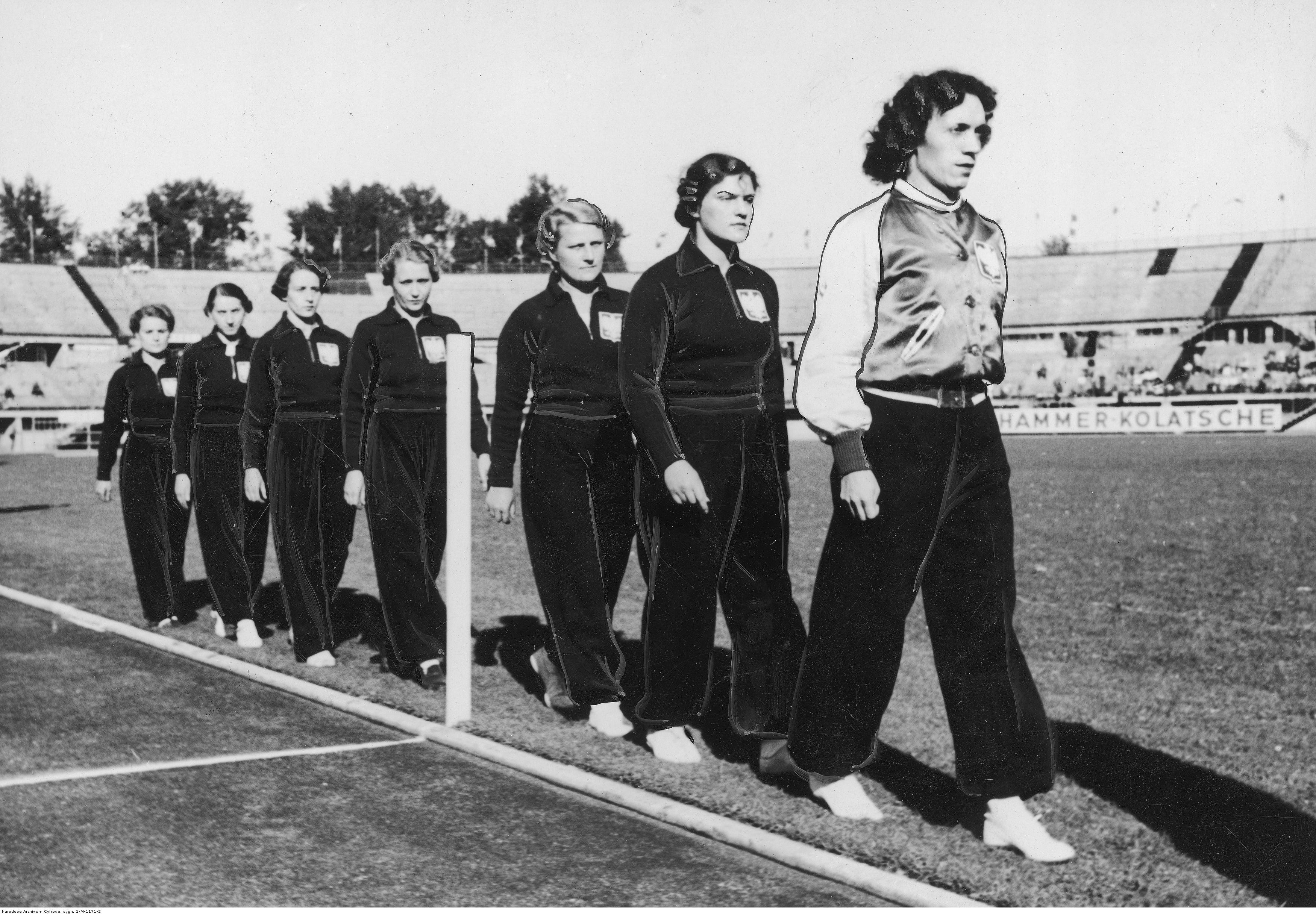
Das Team aus Polen mit Otylia Kałuża (Vierte von links) – als Vierte ihres Vorlaufs ausgeschieden – und Jadwiga Gawrońska (Zweite von links) – ebenfalls als Vierte ihres Vorlaufs ausgeschieden

| Platz | Name                   | Nation          | Zeit (s) |
| ----- | ---------------------- | --------------- | -------- |
| 1     | Stanisława Walasiewicz | Polen           | 24,2 CR  |
| 2     | Ida Kühnel             | Deutsches Reich | 24,7000  |
| 3     | Audrey Brown           | Großbritannien  | 25,6000  |
| 4     | Alida Niklase          | Lettland        | 26,2000  |
| 5     | Rózalia Nagy           | Ungarn          | 27,0 NR  |
| 6     | Solveig Toms           | Norwegen        | NT000    |

### Vorlauf 2
| Platz | Name                | Nation          | Zeit (s) |
| ----- | ------------------- | --------------- | -------- |
| 1     | Fanny Blankers-Koen | Niederlande     | 25,0     |
| 2     | Lillian Chalmers    | Großbritannien  | 25,1     |
| 3     | Dorle Voigt         | Deutsches Reich | 25,2     |
| 4     | Otylia Kałuża       | Polen           | 26,6     |
| 5     | Anna Van Rossum     | Belgien         | 28,1     |

### Vorlauf 3
| Platz | Name              | Nation          | Zeit (s) |
| ----- | ----------------- | --------------- | -------- |
| 1     | Dorothy Saunders  | Großbritannien  | 25,3     |
| 2     | Käthe Krauß       | Deutsches Reich | 25,4     |
| 3     | Martha Wretman    | Schweden        | 26,0     |
| 4     | Jadwiga Gawrońska | Polen           | 27,2     |
| 5     | Jeanne Pousset    | Belgien         | 27,5     |

## Finale
18. September 1938
| Platz | Name                   | Nation          | Zeit (s) |
| ----- | ---------------------- | --------------- | -------- |
| 1     | Stanisława Walasiewicz | Polen           | 23,8 CR  |
| 2     | Käthe Krauß            | Deutsches Reich | 24,4 DR  |
| 3     | Fanny Blankers-Koen    | Niederlande     | 24,9     |
| 4     | Ida Kühnel             | Deutsches Reich | 25,0     |
| 5     | Dorothy Saunders       | Großbritannien  | 25,0     |
| 6     | Lillian Chalmers       | Großbritannien  | 25,0     |

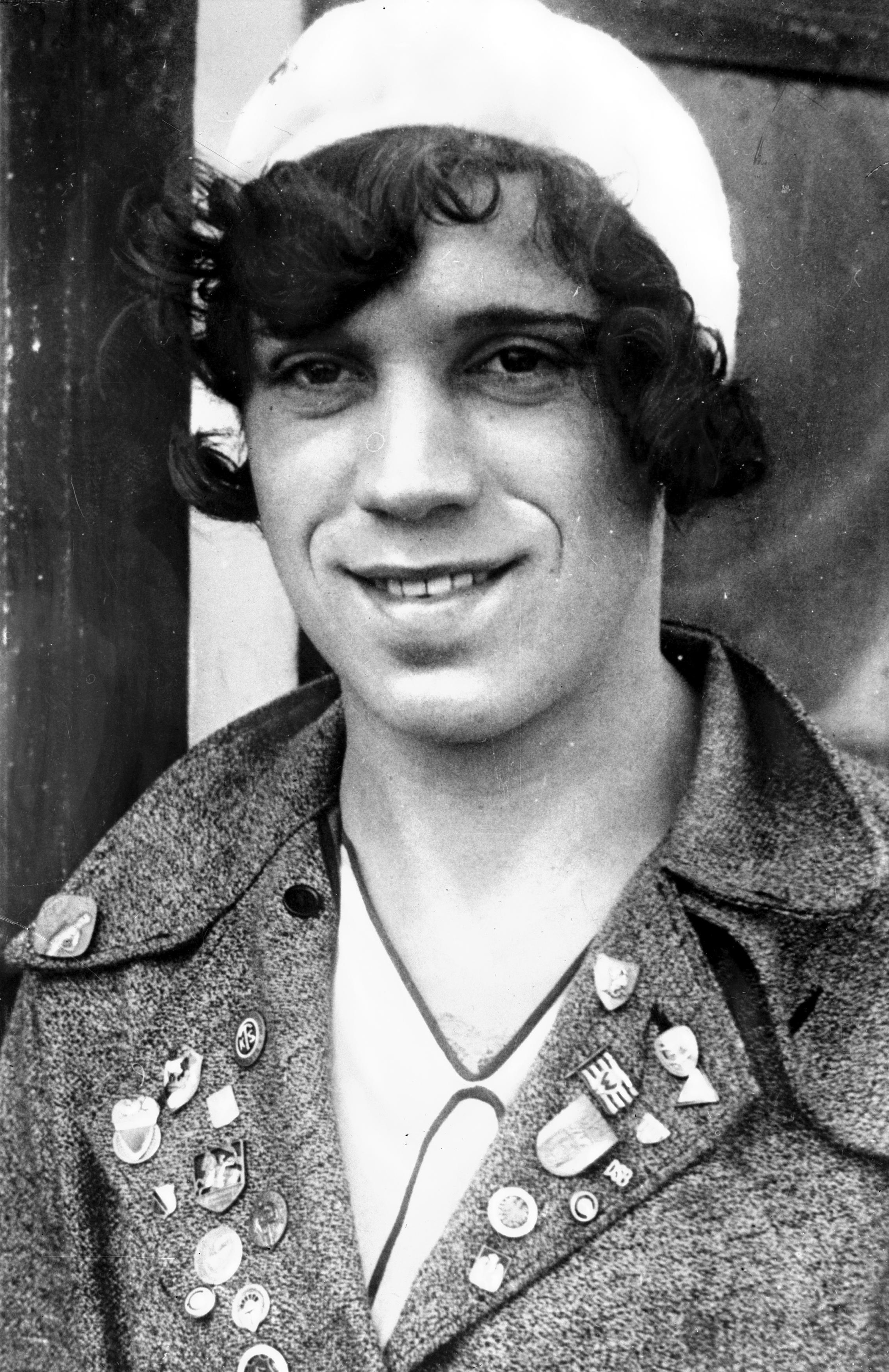
Doppeleuropameisterin Stanisława Walasiewicz – nach ihrer Auswanderung in die Vereinigten Staaten nannte sie sich Stella Walsh – gewann beide Sprintstrecken und errang Silber mit der 4-mal-100-Meter-Staffel

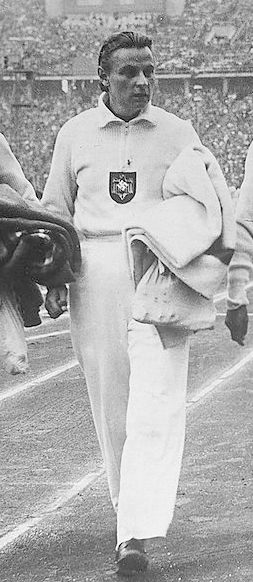
Käthe Krauß – Vizeeuropameisterin über 100 und 200 Meter – errang außerdem Gold mit der 4-mal-100-Meter-Staffel
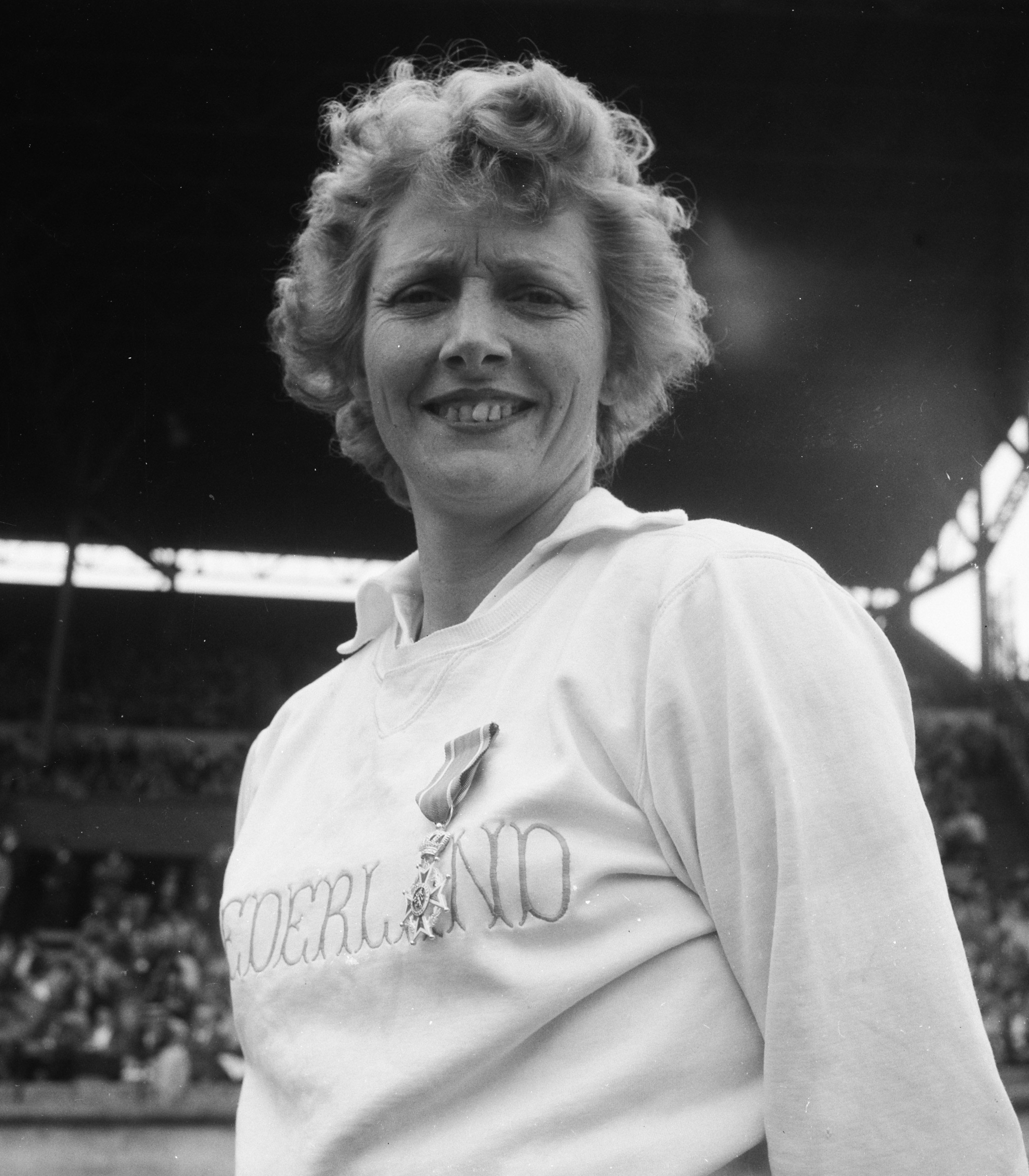
Fanny Blankers-Koen – Bronzemedaillengewinnerin auf beiden Sprintstrecken